# Mariestads kommun
Mariestads kommun är en kommun i Västra Götalands län, i före detta Skaraborgs län. Centralort är Mariestad.
Mariestads kommun ligger vid Vänern och har en 14 mil lång kust. Det stora innanhavet och skärgården med sina 22 000 öar, holmar och skär ger kommunen en unik karaktär. Kommunens fastlandsdel kännetecknas av flacka, sedimentrika och uppodlade områden längs Tidans dalgång och vid Lugnås. 
En stor del av kommunens arbetskraft är sysselsatt inom service- och tjänstesektorn. Tillverkningsindustrin och jordbruket utgör en mindre andel av sysselsättningen. 
Sedan kommunen bildades har folkmängden varit stabil med små variationer fram till början av 2020-talet.
Socialdemokraterna har varit största parti i alla val fram till 2018, då de överträffades av Moderaterna.

## Administrativ historik
Kommunens område motsvarar socknarna: Berga, Björsäter, Bredsäter, Ekby, Ek, Enåsa, Färed, Hassle, Leksberg, Lugnås, Lyrestad, Låstad, Odensåker, Tidavad, Torsö, Ullervad och  Utby. I dessa socknar bildades vid kommunreformen 1862 landskommuner med motsvarande namn, dock fanns före 1888 Hassle, Berga och Färeds landskommun gemensam för de socknarna och då bildades istället Hassle-Berga-Enåsa landskommun för de tre socknarna. I området fanns även Mariestads stad som 1863 bildade en stadskommun.
Vid kommunreformen 1952 bildades storkommunerna Hasslerör (av de tidigare kommunerna Färed, Hassle-Berga-Enåsa, och Torsö), Lugnås (av Bredsäter, Björsäter och Lugnås) samt Ullervad (av Ek, Ekby, Låstad, Odensåker, Tidavad, Ullervad och Utby) samtidigt som Leksbergs landskommun uppgick i Mariestads stad medan Lyrestads landskommun förblev oförändrad.
Mariestads kommun bildades vid kommunreformen 1971 av Mariestads stad och landskommunerna Hasslerör, Lugnås, Ullervad och Lyrestad.
Kommunen ingick från bildandet till 2009 i Mariestads domsaga och kommunen ingår sedan 2009 i Skaraborgs domsaga.
Kommunen ingår sedan 2015 i Förvaltningsområdet för finska. 

## Geografi
Kommunen är belägen i nordöstra delen av landskapet Västergötland, vid sjön Vänerns östra strand med Torsö skärgård.  Mariestads kommun gränsar i nordöst till Gullspångs kommun, i öster till Töreboda kommun, i söder till Skövde kommun och i väster till Götene kommun, alla i före detta Skaraborgs län. I nordväst har kommunen en maritim gräns mot Säffle kommun i Värmlands län.

### Topografi och hydrografi
Mariestads kommun ligger vid Vänern och har en 14 mil lång kust. Det stora innanhavet och skärgården med 22 000 öar, holmar och skär ger kommunen en speciell karaktär.
Berggrunden domineras främst av gnejs, med inslag av sandsten och alunskiffer på Lugnåsberget i sydväst. På kommunens fastlandsdel finns det flacka, sedimentrika och uppodlade områden längs Tidans dalgång och vid Lugnås. Skärgårdsöarna, täckta av morän, domineras till stor del av barrskog. Dock finns det också inslag av lövträd och en rik undervegetation, särskilt i nationalparken Djurö skärgård längst i väster.
Nedan presenteras andelen av den totala ytan 2020 i kommunen jämfört med riket.
|  | Bebyggelse (6,4 %) |

|  | Skog (54,3 %) |

|  | Öppen myrmark (1,3 %) |

|  | Jordbruksmark (30,4 %) |

|  | Övrig mark (7,7 %) |

|  | Bebyggelse (3,1 %) |

|  | Skog (68,0 %) |

|  | Öppen myrmark (7,2 %) |

|  | Jordbruksmark (7,4 %) |

|  | Övrig mark (14,3 %) |

### Naturskydd
Ungefär 5,8 procent (4,2 procent av landytan) av Mariestads kommuns areal hade år 2019 skydd i form av naturreservat, naturvårdsområden, naturminnen och biotopskydd. Detta motsvarade 8 755 hektar.
I kommunen finns nationalparken Djurö. Bland naturreservat i Mariestads kommun kan nämnas Gamla Ekudden som bildades 1993 och Sandviken som bildades 2007.

### Administrativ indelning
Fram till 2016 var kommunen för befolkningsrapportering indelad i fyra församlingar: Lugnås församling, Lyrestads församling, Mariestads församling och Ullervads församling.

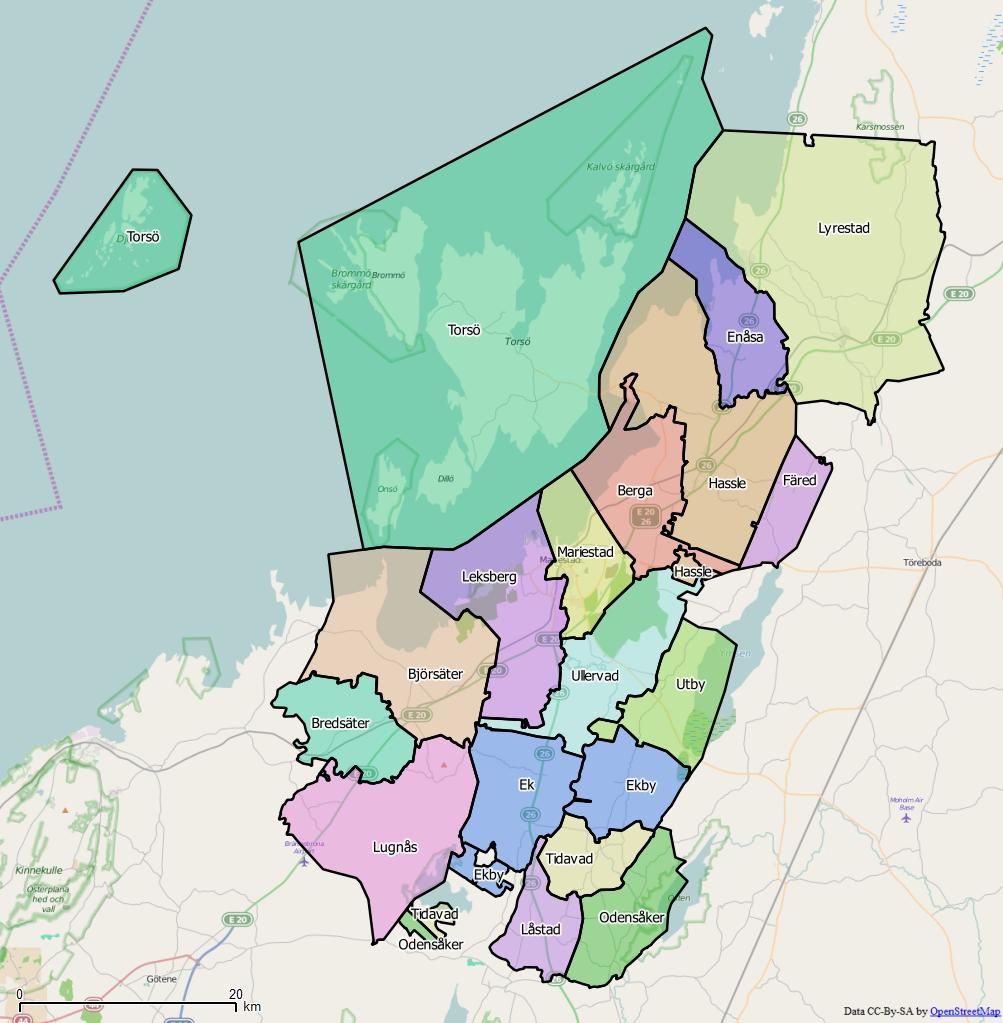
Distrikt inom Mariestads kommun

Från 2016 indelas kommunen i följande distrikt:
| De 18 distrikten i Mariestads kommun |
| --- |
| - Berga - Björsäter - Bredsäter - Ekby - Ek - Enåsa - Färed - Hassle - Leksberg - Lugnås - Lyrestad - Låstad - Mariestad - Odensåker - Tidavad - Torsö - Ullervad - Utby |

### Tätorter
I tabellen presenteras tätorterna i storleksordning per 31 dec 2015. Centralorten är i fet stil.
| Nr | Tätort    | Befolkning |
| -- | --------- | ---------- |
| 1  | Mariestad | 16 122     |
| 2  | Ullervad  | 885        |
| 3  | Lugnås    | 641        |
| 4  | Sjötorp   | 437        |
| 5  | Lyrestad  | 474        |

Under 2023 var 12,36% av befolkningen i Mariestads kommun födda utomlands.

## Styre och politik

### Styre
Mandatperioden 2010–2014 styrdes kommunen av de rödgröna tillsammans med det lokala Mariestadspartiet. Tillsammans samlade partierna 27 av 49 mandat i kommunfullmäktige. Valet 2014 ledde till maktskifte där Alliansen tog över makten. Samma koalition behöll makten även mandatperioden 2018–2022. Liberalerna åkte ur kommunfullmäktige i valet 2022, men de övriga Allianspartierna stannade kvar vid makten. Dock sprack styret i juli 2024 då Moderaterna och Kristdemokraterna fortsatte styra tillsammans med Sverigedemokraterna istället för Centerpartiet.

### Kommunfullmäktige

#### Presidium
| Presidium 2022–2026    | Presidium 2022–2026 | Presidium 2022–2026 |
| ---------------------- | ------------------- | ------------------- |
| Ordförande             | M                   | Karin Reboli        |
| Förste vice ordförande | M                   | Göte Andersson      |
| Andre vice ordförande  | S                   | Gun-Britt Alenljung |

#### Mandatfördelning 1970–2022
| 2 | 20 | 11 | 8 | 2 | 6 |

| 41 | 8 |

| 2 | 20 | 13 | 5 | 2 | 7 |

| 44 |

|  | 21 | 13 | 5 | 2 | 7 |

| 38 | 11 |

|  | 21 |  | 10 | 5 | 2 | 9 |

| 33 | 16 |

|  | 21 | 3 | 9 | 3 | 2 | 10 |

| 35 | 14 |

| 2 | 20 | 2 | 2 | 7 | 5 |  | 10 |

| 36 | 13 |

| 2 | 20 | 3 | 2 | 7 | 5 | 2 | 8 |

| 35 | 14 |

| 4 | 18 | 2 | 2 | 5 | 4 | 4 | 10 |

| 35 | 14 |

| 6 | 21 | 3 |  | 5 | 2 | 2 | 9 |

| 31 | 18 |

| 7 | 19 |  | 4 | 3 | 5 | 10 |

| 29 | 20 |

| 4 | 17 | 2 | 10 | 3 | 4 | 3 | 6 |

| 28 | 21 |

| 5 | 18 |  |  | 3 | 3 | 2 | 3 | 13 |

| 29 | 20 |

| 6 | 15 | 2 | 2 | 4 | 3 | 3 | 2 | 12 |

| 31 | 18 |

| 4 | 16 | 2 | 3 | 2 | 4 | 2 | 2 | 14 |

| 28 | 21 |

| 3 | 13 |  | 4 | 2 | 4 | 2 | 2 | 18 |

| 31 | 18 |

| 3 | 15 | 5 | 3 |  | 22 |

| 27 | 22 |

### Nämnder

#### Kommunstyrelse
Kommunstyrelsen i Mariestads kommun utgörs av 13 ordinarie ledamöter. Till stöd för sitt arbete har kommunstyrelsen en förvaltning, kommunledningskontoret. Kommunstyrelsens ordförande och vice ordförande är kommunens enda kommunalråd medan kommunstyrelsens 2:e vice ordförande är kommunens oppositionsråd.
| Presidium 2022–2026    | Presidium 2022–2026 | Presidium 2022–2026 |
| ---------------------- | ------------------- | ------------------- |
| Ordförande             | M                   | Johan Abrahamsson   |
| Förste vice ordförande | M                   | Henrik Andersson    |
| Andre vice ordförande  | S                   | Janne Jansson       |

#### Lista över kommunstyrelsens ordförande
- Ulla Göthager, Socialdemokraterna, 1998–2010[24]
- Jens Söder Höj, Socialdemokraterna, 2010–2012[25][26]
- Johan Abrahamsson, Moderaterna, maj 2012–

Denna lista hämtas från Wikidata. Informationen kan ändras där.

#### Övriga nämnder
| Nämnder 2022–2026  | Ordförande | Ordförande       | Vice ordförande | Vice ordförande            | Andre vice ordförande | Andre vice ordförande |
| ------------------ | ---------- | ---------------- | --------------- | -------------------------- | --------------------- | --------------------- |
| Socialnämnden      | M          | Richard Thorell  | M               | Johan Lindh                | S                     | Anita Olausson        |
| Utbildningsnämnden | M          | Anette Karlsson  | S               | Sebastian Ekeroth Clausson |                       |                       |
| Valnämnden         | M          | Anders Bredelius | S               | Marianne Johansson         |                       |                       |

## Ekonomi och infrastruktur

### Näringsliv
En betydande del av kommunens arbetande befolkning är engagerad inom service- och tjänstesektorn. Tillverkningsindustrin och jordbruket står för en mindre andel av sysselsättningen, med 16 procent respektive 4 procent. De främsta arbetsgivarna inkluderar kommunen och regionen, samt företag som Metsä Tissue AB och DS Smith Packaging Sweden AB, som båda är baserade i centralorten och verkar inom mjukpapperstillverkning respektive förpackningsindustrin.

### Infrastruktur

#### Transporter
Kommunen genomkorsas från nordöst mot sydväst av E20 och i nordsydlig riktning av riksväg 26. I Mariestad avtar länsväg 202 österut och länsväg 201 åt sydöst. Från sydväst mot nordöst genomkorsas kommunen av järnvägen Kinnekullebanan som trafikeras av Västtågens regiontåg mellan Lidköping och Hallsberg med stopp i Äskekärr, Lugnås, Mariestad, Hasslerör, Lyrestad och Torved. I Sjötorp ligger Göta kanals västra mynning. I centrala Mariestad mynnar ån Tidan ut i Vänern från sydöst.

## Befolkning

### Befolkningsutveckling
Kommunen har 24 583 invånare (31 december 2024), vilket placerar den på 107:e plats avseende folkmängd bland Sveriges kommuner.
| Befolkningsutvecklingen i Mariestads kommun 1970–2020 | Befolkningsutvecklingen i Mariestads kommun 1970–2020 | Befolkningsutvecklingen i Mariestads kommun 1970–2020 | Befolkningsutvecklingen i Mariestads kommun 1970–2020 | Befolkningsutvecklingen i Mariestads kommun 1970–2020 |
| ----------------------------------------------------- | ----------------------------------------------------- | ----------------------------------------------------- | ----------------------------------------------------- | ----------------------------------------------------- |
|                                                       |                                                       |                                                       |                                                       |                                                       |
| År                                                    |                                                       |                                                       | Folkmängd                                             |                                                       |
| 1970                                                  | 1970                                                  |                                                       | 24 805                                                |                                                       |
| 1975                                                  | 1975                                                  |                                                       | 24 686                                                |                                                       |
| 1980                                                  | 1980                                                  |                                                       | 24 413                                                |                                                       |
| 1985                                                  | 1985                                                  |                                                       | 24 175                                                |                                                       |
| 1990                                                  | 1990                                                  |                                                       | 24 682                                                |                                                       |
| 1995                                                  | 1995                                                  |                                                       | 24 700                                                |                                                       |
| 2000                                                  | 2000                                                  |                                                       | 23 800                                                |                                                       |
| 2005                                                  | 2005                                                  |                                                       | 23 895                                                |                                                       |
| 2010                                                  | 2010                                                  |                                                       | 23 741                                                |                                                       |
| 2015                                                  | 2015                                                  |                                                       | 24 043                                                |                                                       |
| 2020                                                  | 2020                                                  |                                                       | 24 513                                                |                                                       |

## Kultur

### Kulturarv
Till kommunens kulturarv hör bland annat byggnadsminnen som Mariestads teater. Teatern uppfördes i mitten på 1800-talet och är "en av Sveriges äldsta och bäst bevarade landsortsteatrar". Ett annat byggnadsminne är Marieholm. Gården fungerade under 400 år som både kungsgård och landshövdingeresidens vilket är unikt.

### Kommunvapen
Blasonering: I fält av guld en av vågskuror bildad, sänkt blå ginbalk och däröver en uppstigande röd tjur.
Vapnet fastställdes av Kungl Maj:t 1934 och går tillbaka på ett sigill från 1583. Någon exakt förklaring till valet av motiv finns inte, men det kan ha ett samband med tjuren i Dalslands vapen.
Det sägs att när Hertig Karl besökte platsen där han sedan bildade staden, såg en tjur kliva upp ur Tidans vatten och upp på en gyllene åker.